# Vit silkesapa
Vit silkesapa (Callithrix jacchus), vitörad marmosett eller marmosettapa som den också kallas, är en art i släktet silkesapor, (Callithrix), i familjen kloapor (Callitrichidae).

## Kännetecken
Den vita silkesapan blir 16 till 21 centimeter lång (huvud och bål) och svansen är med en längd av 24 till 31 centimeter betydlig längre. Den genomsnittliga vikten anges i olika källor med 236 eller 322 gram för honor och med 256 eller 318 gram för hannar. Pälsen färg är huvudsakligen spräcklig gråbrun med några svarta hår och på djurets rygg finns ljusare gulaktiga tvärstrimmor. Huvudet är brunaktig och vid öronen finns karakteristiska vita tofsar. Ansiktet saknar hår och ovanför ögonen finns en vit fläck. På svansen förekommer flera ljusa ringar. Extremiteterna är jämförelsevis korta. Liksom alla andra kloapor har djuret klor vid tårna istället för naglar (undantag tummen).

## Utbredning och habitat
Arten levde ursprungligen bara i Brasiliens nordöstra delar. Utbredningsområdet sträckte sig från delstaterna Maranhão och Piauí till floden Rio São Franciscos norra strandlinje. Idag förekommer djuret även i andra regioner i Brasilien. Habitatet utgörs av olika sorters skogar. De lever bland annat i den stäppliknande buskskogsbeväxta caatingan som förekommer även i blöta skogar längs Atlantens kustlinje. De har lätt att anpassa sig och finns även på odlingsmark eller i stadsparker.

## Levnadssätt
Vit silkesapa är aktiv på dagen. På natten vilar den i trädets håligheter eller i täta ansamlingar av klätterväxter i trädens krona. Den går på fyra fötter över grenar eller hoppar.
De lever i grupper om 6 upp till 11 djur. Grupperna består oftast av ett dominant par samt några andra unga eller vuxna individer. De icke dominanta honorna i gruppen saknar förmåga att föda ungdjur då äggcellerna blockeras i äggstocken. Det antas att feromoner spelar en viktig roll. 
Gruppens revir är med 2,2 till 5 hektar jämförelsevis litet. Territoriet markeras med vätska från körtlarna vid bröstet och vid djurets anus. Flocken vandrar varje dag 1000 till 1300 meter.
För att kommunicera använder sig vit silkesapa av olika läten, kroppsställningar och ansiktsuttryck.
Enligt en studie från 2024 har arten phee-läten som används på samma sätt som människans personnamn.

## Föda
Artens föda utgörs huvudsakligen av trädvätskor som naturgummi och insekter. Liksom andra silkesapor har de speciella tänder för att göra hål i trädens bark. På så sätt behöver de inte lika stora revir som andra primater. Födan består bara till 25 eller 30 procent av insekter. I viss mån äter de även frukter, blommor, frön, svampar, snäckor, mindre ryggradsdjur och fågelägg.

## Fortplantning
I fångenskap förekommer nästan uteslutande monogama par. Det antas att fortplantningssättet i naturen är mer varierad, så att den dominanta honan parar sig med flera hannar.
Efter dräktigheten som varar i ungefär fem månader (omkring 150 dagar) föder honan vanligen tvillingar. Ungarna är stora med ungefär en fjärde del av moderns vikt. Hannar och andra medlemmar av gruppen är delaktig i ungarnas uppfostring. Efter tre månader sluter honan att ge di. Ungdjur är efter två år könsmogna.
De lever upp till 10 i naturen och upp till 16 år i fångenskap.

## Vit silkesapa och människor
Sedan 1960-talet fångas individer som försöksdjur och för att göra de till sällskapsdjur. I laboratorium hör de idag till de vanligaste primaterna. De avlas idag främst i fångenskap istället för att fånga nya individer i naturen. Dessutom hotas arten i vissa regioner genom förstöringen av levnadsområdet.
IUCN listar arten som livskraftig (LC).
Artepitet i det vetenskapliga namnet kommer från den grekiska mytologin. Det är antingen ett synonym till Dionysos eller karaktären Iakkhos från en annan legend. Carl von Linné hämtade flera artnamn från mytologier utan att de behövde ha någon koppling till djuret.